# لشکر ۸۷ پیاده (ایالات متحده آمریکا)
لشکر ۸۷ پیاده (انگلیسی: 87th Infantry Division) لشکر پیاده‌نظام نیروی زمینی ایالات متحده آمریکا است، که در سال ۱۹۱۷ تأسیس شد.
یکی از واحدهای ارتش ایالات متحده در جنگ جهانی اول و جنگ جهانی دوم بود. پس از جنگ جهانی دوم، گروه ۸۷ شناسایی سواره‌نظام به تیم رزمی تیپ ۱۷۳ هوابرد تبدیل شد که تنها پرش رزمی را در جنگ ویتنام و جنگ عراق انجام داد. از ۲۲ سپتامبر ۲۰۲۱، بقیه این لشکر اکنون به عنوان یک تشکیلات آموزشی به عنوان بخشی از فرماندهی ۸۴ آموزشی وجود دارد.